# لوسيل ديمولان
آن لوسيل فيليب ديمولان، وُلدت لاريدون دوبليسيس (18 يناير 1770 في باريس - 13 أبريل 1794)، كانت ثورية فرنسية وكاتبة يوميات ومؤلفة خلال الثورة الفرنسية. كانت متزوجة من الثوري كميل ديمولان. تم إعدامها بعد ثمانية أيام من إعدام كاميل ديمولان وجورج دانتون، المتهمين بالتآمر لتحرير زوجها والتورط في أنشطة مضادة للثورة.

## حياتها ومؤلفاتها
ولدت لوسيل دوبليسيس ديمولان في باريس عام 1770، وهي ابنة كلود إتيان لاريدون دوبليسيس، وهو مسؤول في الخزانة الفرنسية، وآن فرانسواز مارك بوسديفيكس (التي اشتهرت باسم "أنيت"). كان لديها أخت واحدة، أديل دوبليسيس، ولدت عام 1774، والتي زعمت بعض المصادر أنها كانت مخطوبة لفترة وجيزة لماكسيميليان روبسبير.
أمضت لوسيل طفولتها وصغارها في باريس وفي مزرعة عائلتها في بور لا رين. احتفظت بعدة مذكرات، بدءًا من عام 1788. كما ألفت العديد من القصائد والأعمال النثرية والقصص القصيرة، ولم يُنشر أي منها خلال حياتها. على الرغم من فقدان العديد من كتاباتها، فقد نجت مذكراتها من صيف 1788 و1789 ومن يونيو 1792 إلى فبراير 1793.

تكشف كتابات يوسيل عن وعي سياسي حاد ووجهات نظر قوية. وفي عام 1788 كتبت:
يا له من مصير حزين أن تكوني امرأة. كم عليها أن تعاني – العبودية والطغيان، هذا نصيبها. ومع ذلك فهم يريدون منا أن نعشقهم. أعتقد أنهم سيسمحون لنا بإقامة مذابح لهم والسجود أمامهم والمبخرة في أيديهم، طالبين منهم المغفرة على الشرور التي يجعلوننا نعاني منها. أن تسمعهم يتكلمون، نحن كائنات سماوية، لا شيء يساوينا. آه! نرجو أن يؤلهونا بشكل أقل ويتركونا أحرارًا!
كانت لوسيل من أشد المؤيدين للثورة. في عام 1789، كتبت عن ماري أنطوانيت: "اخشى مثال الملكات اللاتي يفعلن الشر مثلكِ: البعض هلك في البؤس، والبعض الآخر حمل رؤوسه إلى المقصلة. قد يكون هذا هو المصير الذي ينتظركِ". كما كتبت عملاً بعنوان ماذا سأفعل لو كنت في مكانها، حيث تتصور أن تكون ملكة وتضحي بنفسها في محرقة كبيرة. إحدى قصص لوسيل القصيرة، لا فوليير، تحكي عن فتاة صغيرة تدعى كلوي قامت بجمع الأعشاش عثرت على صغار الطيور في الغابة وقامت بتربيتها في قفص، وفي أحد الأيام، عادت إلى المنزل لتجد أن القفص مفتوح وقد هربت الطيور وطارت بعيدًا.
"هؤلاء جاحدون للجميل! ماذا كانوا يريدون؟ لقد تقاسمت معهم الخبز الذي أعطي لي لنفسي وحدي. جعلتهم يأكلون من يدي. كم ذهبت بأمانة إلى البستان لألتقط لهم الثمار المتساقطة من الشجرة! قضيت ساعات كاملة أبحث عن الديدان الطازجة التي أحبوها كثيرًا لهم! [...] خلال الشتاء، عندما يغطي الثلج الحقول، أين سيلجأون؟ سيموتون من البرد والجوع.... إذا لم يكن صائد الطيور قد حاصرهم بالفعل ليعطيهم لأطفال قاسيين، أو الصياد غير الإنساني.... يا طيوري الصغيرة المسكينة، أنا أشفق عليك! واحسرتاه! ستشتاق لي. أيها الآباء القاسيون، أنتم من تسببون لنا كل هذه الشرور”.
سمعت راعية عجوز، جارتها، رثاء الشاب كلوي. فجاءت متأثرة بقلبها الطيب وقالت لها وهي تحتضنها: “عزي نفسك يا طفلتي العزيزة، لا تبكي على مصير طيورك الضالة؛ كل مداعباتك، كل اهتماماتك لم تكن لتجعلهم أكثر سعادة."
"سيدتي الطيبة، ما الذي كان يمكن أن يفتقروا إليه؟ كان من الممكن أن أعطيه لهم".

"الحرية يا فتاتي العزيزة: هي أعظم النعم. فمن أجلها نواجه قسوة الفصول، وكلس صائد الطيور، وبندقية الصياد. ومن أجلها ننسى محسنتنا، وتلك المحسنه لا تملك شيئا" الحق في وصف أولئك الذين يفضلون حريتها الوحيدة بالجاحدين.
تكشف مذكرات لوسيل أيضًا عن حزن كبير وشعور بالغربة. كتبت في مذكراتها المفقودة الآن: "أشعر أنني ولدت لأعيش بعيدًا عن الناس. كلما تفحصتهم أكثر، كلما سعيت إلى فهمهم أكثر، كلما رأيت أنه يجب على المرء أن يهرب منهم". كتبت في عملها الذي يحمل عنوان (صلاة لله)، الذي كتبته عام 1788: "أنا أكره العالم. هل هذا خطأ؟ انا وحش."

كاميل ولوسيل ديمولان مع ابنهما هوراس كاميل، 1792

طورت لوسيل في أواخر ثمانينيات القرن الثامن عشر، مشاعر قوية تجاه الصحفي الثوري كاميل ديمولان، الذي كان آنذاك صديق جيد لوالدتها. ومع ذلك، فقد حافظت على خصوصية هذه المشاعر، سواء بالنسبة لوالديها أو بالنسبة لكاميل. رفض والد لوسيل مرارًا وتكرارًا إذن ديمولان بمحاكمة لوسيل. وفي النهاية وافق على الزواج في أواخر عام 1790. وتزوج الزوجان في 29 ديسمبر 1790، في كنيسة سان سولبيس في باريس. ومن بين الموقعين على زواجهما جيروم بيتيون دي فيلنوف، وجاك بيير بريسو، وماكسيميليان روبسبير. ولد الطفل الوحيد لديمولان، هوراس كاميل، في 6 يوليو 1792.

في إحدى يومياتها، تتحدث لوسيل عما حدث في انتفاضة 10 أغسطس 1792، واصفة بتافصيل كثيرة الأحداث من وجهة نظرها، لويز فيليسيتي دي كيراليو، وغابرييل دانتون، بينما كانوا يشاهدون وينتظرون في خوف عند شقة دانتون.
"9 أغسطس 1792.

ماذا سيحدث لنا؟ لم أعد أستطيع التحمل أكثر. كاميل، يا كاميل المسكين، ماذا سيحدث لك؟ يا إلهي، إذا كان لديك وجود حقًا، فاحفظ الرجال الذين يستحقونك نريد أن نكون أحرارًا، يا إلهي، ما يزيد من بؤسي هو الشجاعة التي تهجرني."
حضرت لوسيل الأحداث السياسية بشكل متكرر. وصفت في مذكراتها حضورها محاكمة لويس السادس عشر والحكم عليه في يناير 1793، وقضاء الليل مرارًا وتكرارًا في المؤتمر الوطني، وفي إحدى المرات، لم تذهب إلى الفراش حتى الساعة الثامنة صباحًا. وعندما تم الاتفاق على إعدام الملك كتبت "أخيرًا انتصرنا".
دعمت لوسيل بقوة كاميل ديمولان في كتابته Le Vieux Cordelier في شتاء 1793-1794، والتي دعت إلى حرية الصحافة والرأفة ووقف عهد الإرهاب. عندما جاء الجنرال برون، وهو صديق الزوجين، لتناول العشاء وحث كاميل على التخفيف من انتقاداته للإرهاب، دافعت عن كاميل قائلة: "دعه يا برون. يجب أن ينقذ بلاده. دعه يؤدي مهمته ". بعد إلقاء القبض على كاميل، كتبت رسالة إلى روبسبيير، تذكره فيها بصداقته مع العائلة، قائلة: “هل تعتقد أن الناس سيكتسبون ثقتهم بك من خلال رؤيتك تحرق أصدقاءك؟ هل تؤمن أن الناس سيباركون من لا يبالي بدموع الأرملة ولا بموت اليتيم؟ لو كنت زوجة سان جوست، لقلت له: قضية كاميل هي قضيتك، إنها قضية جميع أصدقاء روبسبير. بعد إلقاء القبض عليها، وقعت لوسيل اسمها في محضر الاستجواب باسم "امرأة كميل ديمولان"، بدلاً من اسمها.
أُلقي القبض على لوسيل ديمولان في 4 أبريل 1794 بتهمة التآمر لتحرير زوجها (ثم سُجن في الكونسيرجي أثناء محاكمته مع جورج جاك دانتون) والتخطيط لتدمير الجمهورية. علم كاميل باعتقال زوجته الشابة قبل أن يتم نقله هو ورفاقه الضحايا إلى المقصلة بعد ظهر يوم 5 أبريل 1794؛ مات كاميل وهو يعلم أن لوسيل أيضًا من المحتمل أن يتم إعدامها. في الواقع، تبعته لوسيل إلى المقصلة في 13 أبريل 1794، عندما كان عمرها 24 عامًا فقط. وجاء في رسالتها الأخيرة إلى والدتها: "تصبحين على خير، عزيزتي مامان. تسقط دمعة من عيني؛ إنها لك. سأنام في المنزل". هدوء البراءة."
توفي والد لوسيل عام 1794. وقد قامت والدة لوسيل وأختها بتربية هوراس كميل ديمولان، الذي لم يكن يبلغ من العمر عامين بعد. هاجر إلى هايتي عام 1817، وتزوج وأنجب أربعة أطفال. توفي هوراس بسبب الحمى الصفراء في جاكميل، بالقرب من الساحل الجنوبي لهايتي، في عام 1825. وقد ذُكر تاريخ ميلاده بشكل غير صحيح على قبره.

## تقدير
لوسيل ديمولان هي بطلة مسرحية "موت دانتون" لجورج بوشنر. ظهرت بشكل بارز في فيلم "مكان أكثر أمانًا" (1993) لهيلاري مانتل.
أُدى دور لوسيل ديمولان في الأفلام بواسطة:
- شارلوت أندير في فيلم دانتون لديميتري بوشويتسكي، 1921
- فرانسين موسي في فيلم نابليون للمخرج آبل غاس، 1927
- جيما جونز في المسرحية التلفزيونية "المساكين بيتوس" "Poor Bitos" عام 1965
- إديث سكوب في فيلم "موت دانتون" "La Mort De Danton" للمخرج كلود بارما، 1970
- كلود جاد في جان بول كاريير La Passion de Camille et Lucile Desmoulins، 1978
- أنجيلا وينكلر في فيلم "دانتون" لأندريه وجدا، 1982
- ماري بونيل في فيلم "La Révolution française" لروبرت إنريكو، 1989
- وهي موضوع الحركة الرابعة لمقطوعة الملحنة كيت سوبر "أصوات من وعاء القتل" عام 2012.[13]